# Philibert Poissenot
Œuvres principales
- Préface de Histoire de la Croisade de Guillaume de Tyr, 1549
- Belli sacri historia, 1549

Philibert Poissenot né à Jouhe vers 1500 et mort le 12 août 1556 à Dole est un théologien, éditeur, historien monastique et enseignant comtois, connu pour avoir été le premier à éditer et faire imprimer l'Histoire de la Croisade de Guillaume de Tyr .
Il est l'oncle de l'écrivain Bénigne Poissenot.

## Biographie
Il entre dans la congrégation de Cluny, au prieuré de St-Vivant-les-Vergy, et est envoyé de là au collège Saint-Jérôme pour y suivre les cours de l'Université de Dole. Il y est reçu d' en droit canon. Le grand-prieur Christophe Coquille, qui avait apprécié ses hautes qualités, se l'adjoint pour la visite des monastères de l'ordre, et lui permit de voyager en Allemagne et en Italie. Dans ces voyages, non seulement Poissenot étend ses connaissances, mais il acquiert des livres rares et précieux.
De retour à Dole, il fut nommé principal du collège (1538). Dans ces fonctions, qu'il exerça jusqu'à sa mort. À la suite de services rendus à l'empereur, il fut pourvu de subsides conséquents par Charles Quint et avec lesquels, il pourvoyait aux étudiants pauvres de l'université mais aussi pour les aider à se lancer dans la carrière qu'ils avaient choisi. Ainsi comme son contemporain Gilbert Cousin il s'emploi à développer le goût des lettres à Dole et dans tout le Comté. Aussi fut-il nommé vice-chancelier de l'Université. Il devient aussi Principal du collège de Morteau.
En collaboration avec Dom Coquille, il est l'auteur de publications de livres liturgiques de l'ordre. En 1549, il édite lui-même et le transmets à Jean Oporin de Bâle, pour impression, l'Histoire de la Croisade de Guillaume de Tyr, avec une préface des plus intéressantes. Il meurt en 1556 et est enterré dans ta chapelle du Collège, à côté de son prédécesseur Dom Gauvain.
Son épitaphe sur sa tombe est originale et teintée d'humour :

« Ici gît, Dole, ton petit poisson, hélas! Ton recteur, qui fut autrefois le plus grand poisson de Morteau;
il vécut pour toi et non pour lui, mais il restera toujours ici, pour toi et pour lui. »